# قلعة المروي (كعيدنة)

تعديل مصدري - تعديل

قلعة المروي هي إحدى قرى عزلة كعيدنة بمديرية كعيدنة التابعة لمحافظة حجة، بلغ تعداد سكانها 485 نسمة حسب تعداد اليمن لعام 2004.